# Pseudopimpla pygidiator
Pseudopimpla pygidiator là một loài tò vò trong họ Ichneumonidae.